# Liste de catastrophes climatiques
Cet article contient une liste de catastrophes climatiques.

## Par date

### Holocène
- Événement climatique de 5900 AP (sécheresse)
- Événement climatique de 4200 AP (sécheresse)

### XIIIesiècle
- Inondation de Grenoble en 1219

### XVIesiècle
- 1540 : Sécheresse en Europe
- 1555 ou 1556 : Tornade du Grand Port de Malte

### XVIIIesiècle
- Grande tempête de 1703.
- Grand hiver de 1709, entraînant la grande famine de 1709 et la crise financière de 1709.

### XIXesiècle
- 1876-1878 : grande sécheresse mondiale.
- 1894 : Grand Feu Hinckley

### XXesiècle
- 1900 : l'ouragan de Galveston détruit Galveston au Texas en faisant de 6 000 à 12 000 morts.
- 1910 : grandes crues centennales en France, en particulier crue de la Seine
- 1913 : grande inondation aux États-Unis
- 1936 : une tempête de feu dévaste la colonie forestière de Kursha-2 en Union soviétique
- 1947 : Une vague de chaleur d'ampleur exceptionnelle affecte de début juin à fin août l'ensemble du continent européen. La période entre le 22 juillet et le 4 août est considérée, selon Météo-France[1], comme « l'épisode caniculaire le plus intense depuis l'après-guerre, après la canicule d'août 2003. »
- 1962 : la tempête du Columbus Day détient le record des dommages aux États-Unis pour une tempête extratropicale au XXe siècle
- 1970 : le cyclone de Bhola accompagné de raz-de-marées fit 300 000 à 500 000 morts au Bengale-Occidental, les îles du delta du Gange et au Pakistan oriental.
- 1976 : Une période de sécheresse d'ampleur exceptionnelle affecte une partie de l'Europe entre l'automne 1975 et l'été 1976[2].
- 1989 : l’ouragan Hugo
- 1991 : un cyclone tropical baptisé 02B, officieusement cyclone Gorky, fait 138 000 morts dans le golfe du Bengale[3]
- 1992 : ouragan Andrew
- 1993 : Inondation du Midwest américain de 1993
- 1996 : l'ouragan César fait des ravages au Costa Rica.
- 1997-1998 : passage d'El Niño sur l'Amérique centrale.
- 1998 : verglas massif du 4 au 10 janvier, sur l'Est du Canada (est de l'Ontario, sud du Québec, sud du Nouveau-Brunswick, Nouvelle-Écosse) et une partie du nord-est des États-Unis (nord de la Nouvelle-Angleterre), qui paralyse la région en détruisant une bonne partie du réseau électrique et en interdisant tout moyen de transport.
- septembre 1998 : l'ouragan Georges fait 280 morts en République dominicaine et de nombreux dégâts.
- fin octobre 1998 : l'ouragan Mitch dévaste l'Amérique centrale, tuant des milliers de personnes et laissant des centaines de milliers de personnes totalement démunies.
- 1999 : un cyclone baptisé (05B (en)), officieusement cyclone d'Orissa, fait 10 000 morts sur la côte d'Orissa en Inde.
- nuit du 12 au 13 novembre 1999 : à la suite de pluies torrentielles (jusqu'à 600 mm de pluie en près de 24 h à Lézignan-Corbières), une crue importante fait une trentaine de morts dans l'Aude et l'Hérault.
- décembre 1999 : une tempête de forte amplitude balaie l'ouest de l'Europe, provoquant d'importants dégâts et causant la mort de plusieurs personnes, notamment en France (87 morts, 1 million d'hectares de forêt ravagés et 6 milliards d'euros d'indemnisation par les assurances) et en Allemagne.

### XXIesiècle
- août 2003 : une vague de chaleur exceptionnelle fait, en France, de 14 000 à 15 000 morts, et plus de 25 000 en Italie.
- mars 2004 : le cyclone tropical Gafilo cause d'énormes dégâts matériels, tue et fait des milliers de sinistrés à Madagascar.
- mai 2004 : des inondations catastrophiques provoquent la mort de 1 220 personnes à Haïti.
- septembre 2004 : la tempête tropicale Jeanne tue plus de 3 000 personnes dont la majorité à Haïti.
- 2004 : le Japon a souffert de dix typhons, alors que le maximum annuel jusqu'ici était de six.
- 29 août 2005 : l'ouragan Katrina de catégorie 5 frappe la Côte Sud des États-Unis en tuant plus de 1 100 personnes et en faisant de nombreux ravages.
- janvier 2006 : vague de froid en Europe.
- Fin juin 2007 : canicule au sud de l'Europe (Croatie, Slovénie, sud de l'Italie, Grèce, Turquie), des températures atteignant 47 °C à 49 °C.
- août 2007 : les plus fortes inondations en Corée du Nord depuis quarante ans touchent un million de personnes.
- novembre 2007 : le cyclone Sidr fait de 3 000 à 10 000 morts au Bangladesh.
- 2 mai 2008 : le cyclone Nargis ravage la Birmanie faisant au moins 133 655 morts et disparus.
- août et septembre 2008: la succession de quatre ouragans ou tempêtes tropicales sur Haïti fait 1 103 morts et disparus et 548 blessés.
- juillet 2010 : les inondations de 2010 au Pakistan font 1 760 morts et affectent 21 millions d'habitants.
- 2011 : La sécheresse de 2011 en Somalie a fait 29 000 morts.
- novembre 2011 : quatre tempêtes consécutives ont provoqué des inondations en Thaïlande causant plus de 670 morts.
- 8 novembre 2013: le super-typhon Haiyan fait 6 201 morts aux Philippines.
- 4 octobre 2016 : l'ouragan Matthew  de catégorie 5 frappe la Côte sud-ouest d'Haïti en tuant plus de 1 000 personnes, en affectant au moins 2,1 millions et en faisant de nombreux ravages[4].
- 4 au 12 septembre 2023 : la tempête Daniel traverse l'est de la Méditerranée, produisant des inondations majeures, notamment en Grèce, où les météorologues décrivent la tempête comme la pire que le pays n'ait jamais connu, en effet, jusqu'à 900 mm de précipitations sont relevés dans certaines régions. La Libye est aussi très impactée, le nombre de morts dus aux inondations est estimé à environ 11 400.

## Par type
(mars 2012).

### Tornades

#### France
- Le 19 août 1845, une violente tornade frappe la commune de Montville (France). Le bilan est très lourd avec 70 morts et 130 blessés ; une usine de filature est entièrement pulvérisée. (Estimation de force F5 selon l'échelle de Fujita[5]).
- Le 10 juillet 1916, une grosse tornade d'intensité EF3 à EF4 frappe l'Autriche et tue 32 personnes et en blesse plus de 300 autres.
- Éruption de tornades de 1927 : 5 fortes tornades s’abattent sur les Pays-Bas, la Belgique et l'Allemagne. Aux Pays-Bas, une  tornade ravage la ville de Neede (intensité estimée de F4), en Allemagne une frappe la ville de Lienerloh (intensité estimée de E4) et deux autres sont estimées à F3. Finalement, une tornade se produit en Pologne (estimée à F3). Le bilan est de 10 morts.
- Le 24 juillet 1930 : une très violente tornade s'abat sur Treviso en Italie et cause la mort de 23 personnes, les dégâts sont énormes et elle est alors recensée comme la plus forte tornade européenne, estimée EF5 (les vents y auraient atteint 500 km/h). les autres fortes tornades en Italie étant la tornade de Robecco - Pavese du 16/06/1957 de catégorie EF5 et celle de Venise-Udine du 11/09/1970 qui fit alors 47 morts et estimée à EF4 au moins. dans ces deux autres cas les dégâts matériels furent là encore inimaginables.
- Le 4 juillet 1965 : une très forte tornade traverse la ville de Parme en Italie et fait de gros ravages : 25 morts et 160 blessés.
- Les 23, 24 et 25 juin 1967 en France : une tornade d'intensité possible F5, une autre ayant un diamètre de 2,5 km et estimée à F4, une d'intensité possible F3 et deux F2 ravagent les villages de Palluel et de Pommereuil dans le Nord-Pas-de-Calais ainsi que quelques communes du Nord. Le bilan s'élève à 7 morts, un millier de sans abris et des dégâts matériels extrêmes[5]. La tornade qui a frappé Pommereuil fut la deuxième plus grosse tornade de France après celle du 3 juin 1902 (3 km de diamètre à Javaugues). La vague de tornades s’étend à la Belgique et aux Pays-Bas qui sont alors touchés par deux trombes estimées ultérieurement à F4 et des F3.

- En juin 1984, une vague d'orages extrêmement violents frappent la Russie Occidentale. Deux grosses tornades détruisent 6 villes et 36 villages causant la mort de 700 personnes selon certaines sources (intensités estimées à F5). Au total, ce sont plus de 1 500 habitations entièrement détruites et 500 très endommagées. L'une des deux aurait parcouru près de 150 km et duré près de deux heures. Elle fut accompagnée de grêlons de quelque 15 cm de diamètre selon certaines sources non officielles. Sur son trajet, des bâtiments en béton armé furent rasés, de très gros arbres furent projetés sur des kilomètres, des automobiles se sont envolées et furent détruites, des habitations furent soulevées du sol, etc.  Au cours de cette éruption de tornades, d'autres tornades F3 et F2 auraient été rapportées.
- Le 3 août 2008 : la tornade en Val-de-Sambre avait une largeur oscillant entre 100 et 200 m à travers la ville de Hautmont (Nord de la France). Le bilan fait état de 3 morts, 18 blessés et près de 1 000 habitations détruites. Selon Météo-France, elle se classe comme une tornade au moins de catégorie EF3 sur l'échelle de Fujita améliorée[6]. Une étude non officielle parle même de EF4[7].
- Le 14 juillet 2012 : Une vague de tornades très puissantes s'abat sur la Pologne faisant un mort et plusieurs blessés, leur puissance relève du grade EF3 au moins (voir EF4) (pour deux d'entre elles) et l'une d'entre elles a parcouru 42 km et avait une largeur de 900 m. Ces deux monstres ont été filmés comme pour celles de 2008 et mise en ligne.

En Europe de nombreuses autres tornades EF4 et EF5 se sont produites surtout en Allemagne (1906, 1910, 1927, 1936 [deux EF4], 1968 ; Pologne (1940, 1946, 1960, 1988, 1996, 2008) ; Ukraine (ville de Shel'vov rasée intégralement en 1987) et Russie (notamment en 1904, 1984 et 2002). Cependant ces cas sont mal renseignés et peu étudiés malgré une fréquence importante à certains endroits (pays de l'Est, France : Nord-Pas-de-calais, Allemagne de l'Ouest, Pays-Bas [le pays le plus touché au monde pour ce qui est du nombre de cas par la superficie selon certaines sources], plaine du Pô [Italie]).  
Note : L'estimation de l'intensité des tornades européennes est sujette à caution à moins de provenir d'un service météorologique national après 1980. La plupart des exemples ci-dessus sont antérieurs au développement même de l'échelle de Fujita (1971) et l'estimation provient d'une étude a posteriori des témoignages et journaux d'époque.